# Maxmilián Adam z Valdštejna
Maxmilián Adam hrabě z Valdštejna (německy Maximilian Adam Graf von Waldstein; 1627 – 26. listopadu 1706 Vídeň) byl český šlechtic, dvořan a politik. Po ztrátě zadlužených statků v Čechách přesídlil trvale do Vídně, kde se uplatnil ve dvorských službách a nakonec získal vliv jako dlouholetý člen říšské dvorní rady (1669–1706).

## Životopis
Pocházel ze šlechtického rodu Valdštejnů, patřil k žehušické linii a byl nejstarším synem plukovníka Ladislava Buriana z Valdštejna (1596–1645) a jeho manželky Anny, rozené ze Starhembergu (1600–1682). 
Po otcově předčasné smrti byl 17letyý Maxmilián Adam vychováván matkou Annou. Absolvoval kavalírskou cestu po Evropě, doložen je například jeho studijní pobyt na univerzitě v Lovani. Mezitím došlo k rozkladu otcova dědictví zatíženého vysokými dluhy, po částech bylo rozprodáno panství Světlá nad Sázavou a v roce 1661 bylo prodáno panství Žehušice, které koupil hrabě Michael Osvald z Thun-Hohensteinu.
Po ztrátě majetku v Čechách přesídlila rodina do Vídně, kde Maxmilián Adam začal budovat kariéru s podporou matčiných příbuzných z rodu Starhembergů (strýc Konrád Baltazar ze Starhembergu byl dlouholetým nejvyšším štolbou císařovny a místodržitelem v Dolním Rakousku). V roce 1655 se stal číšníkem Ferdinanda III. a v roce 1658 získal hodnost císařského komorníka, zúčastnil se také korunovace Leopolda I. ve Frankfurtu. V roce 1669 byl jmenován členem říšské dvorní rady, později dosáhl i titulu tajného rady. I když patřil k méně majetné větvi Valdštejnů, dokázal si vybudovat vlivné postavení u císařského dvora. 
Často zajížděl do Čech a díky přátelským vztahům s Karlem Ferdinandem z Valdštejna z hrádecké linie pobýval často ve Valdštejnském paláci na Malé Straně. V říšské dvorní radě byl pověřován řadou důležitých úkolů právní a diplomatické povahy, po smrti Dominika Ondřeje z Kounic jako služebně nejstarší člen rady vykonával dočasně kompetence říšského vicekancléře (1705–1706). 
Zemřel 26. listopadu 1706 ve Vídni a byl pohřben ve valdštejnské hrobce ve vídeňském augustiniánském kostele, kde již předtím byly pochovány obě jeho manželky.

### Manželství a potomstvo
Maxmilián Adam z Valdštejna byl dvakrát ženatý, poprvé se oženil až ve čtyřiceti letech v roce 1666 s šestnáctiletou hraběnkou Kateřinou Alžbětou z Verdenberka (1650–1667), která však zemřela již v následujícím roce. Její závěť vylepšila Maxmiliánovy finanční poměry. Druhý sňatek uzavřel v roce 1672 ve Vídni s hraběnkou Marií Eleonorou Pálffyovou (1651–1699). Tímto manželstvím získal příbuzenské vazby na významnou uherskou rodinu Pálffyů, jeho švagry byli polní maršálové Mikuláš Pálffy (1657–1732) a Jan Bernard Pálffy (1663–1751). Z druhého Maxmiliánova manželství pocházelo pět dětí, jediný syn Maxmilián Antonín Jan (1685) zemřel krátce po narození, v dětství zemřela také nejmladší dcera Marie Sidonie (1686–1698). Nejstarší dcera Marie Františka Josefa (1674–1734) byla manželkou císařského generála hraběte Antonína Amata Serényiho (1661–1738), majitele moravských panství Lomnice a Lysice. Další dcera Marie Alžběta (1679–1742) se provdala za císařského komorníka hraběte Jana Jindřicha Kolonicse (1679–1721). 
Maxmiliánův mladší bratr Bertold Vilém z Valdštejna (1640–1724) byl dlouholetým hejtmanem Hradeckého kraje, vlastnil statky ve východních Čechách a zasloužil se o barokní přestavbu města a zámku Lázně Bělohrad.
Rozměrný obraz s rodokmenem žehušické linie Valdštejnů je dnes součástí sbírek zámku v Mnichově Hradišti.